# Mycena aurantiomarginata
Mycena aurantiomarginata (лат.) — вид грибов рода мицена (Mycena) семейства миценовые (Mycenaceae). Описан датским ботаником и микологом Христианом Шумахером в 1803 году, при этом первоначальное название вида было несколько изменено и окончательно утвердилось в 1872 году в работе французского биолога Люсьена Келе. В русскоязычной специализированной литературе также используется название мицена оранжевокраепластинковая.
Гриб обычен в сосновых лесах Европы и Северной Америки, также встречается в Северной Африке, Центральной Америке и Японии. Сапротроф, развивается за счёт разлагающихся остатков хвойной лесной подстилки. Шляпка молодого плодового тела коническая, с возрастом сначала приобретает форму колокольчика, затем выпрямляется. Диаметр шляпки не превышает 2 см. Ножка центральная, тонкая, высотой до 6 см. Основание ножки покрыто щетинками жёлтого либо оранжевого цвета. Края пластинок гименофора окрашены в яркий оранжевый цвет, что отразилось как в научном, так и русскоязычном названии гриба. Утолщённые на одном конце цистиды покрыты многочисленными шипами, что придаёт им вид буздыгана (колючей булавы). От других видов мицен оранжевокраепластинковая отличается размерами, окраской и субстратом, на котором она произрастает. В 2010 году микологи объявили об открытии изолированного от гриба пигмента, получившего название mycenaaurin A. Это вещество, обладающее бактерицидным действием, окрашивает организм в присущую только ему цветовую гамму.
Пищевой ценности гриб не имеет.

## Систематика
Первое научное описание мицены оранжевокраепластинковой было выполнено датским биологом Христианом Шумахером в его «Списке растений северной и восточной Зеландии» в 1803 году; учёный назвал гриб Agaricus marginatus. В 1821 году в свет вышла фундаментальная работа Systema mycologicum шведского натуралиста Элиаса Фриса, в которой вид был переименован в Agaricus aurantio-marginatus. Несмотря на то, что в соответствии с правилами именования биологических таксонов приоритет всегда отдавался наиболее раннему именованию, было достигнуто соглашение об использовании названия Фриса, что среди систематиков-микологов создало своего рода прецедент. Немец Христиан Персон в 1828 году решил назвать вид в честь Шумахера Agaricus schumacheri, однако это словосочетание не прижилось и до настоящего времени рассматривается в качестве синонима. Наконец, в 1872 году француз Люсьен Келе перенёс вид в тому времени известный род Mycena, после чего за грибом закрепилось современное биноминальное название. Чешский миколог Карел Цейп (Karel Cejp), в 1930 году занимавшийся систематикой мицен, рассматривал таксон в качестве вариетет вида M. elegans.
Известный американский миколог Александр Смит разбил виды рода Mycena на несколько групп, присвоив им промежуточные ранги — секции и подсекции. Согласно системе классификации этого учёного, вид M. aurantiomarginata оказался в подсекции Granulatae секции Calodontes, которая объединяет мицены с шероховатыми хейлоцистидами (цистидами, расположенными на краю пластинки). В одном ряду с M. aurantiomarginata оказались виды M. rosella, M. flavescens, M. elegans и M. strobilinoides. Датский специалист Рудольф Мас Гестеранус поместил вид в секцию Luculentae, отличительными особенностями которой стали оливковая либо желтовато-оливковая влажная шляпка, бледно-серые либо серовато-оливковые пластинки с оранжевыми краями, белый споровый порошок и колючие цистиды. В 2010 году группой датских микробиологов было проведено молекулярное исследование, призванное определить филогенетические связи видов в секции Calodontes, распространённых в северной части Европы. Анализ показал, что большие рибосомные субъединицы рибосомной ДНК у M. aurantiomarginata имеют сходство с таковыми у видов M. crocata и M. leaiana. Кроме того, работа подтвердила результат более раннего исследования, согласно которому несколько видов мицен, включая M. aurantiomarginata, могут образовать микоризу с орхидеей Gastrodia confusa.
Видовое название aurantiomarginata является комбинацией двух латинских слов — aurantius (оранжевый) и marginata (обрамлённый, окаймлённый), то есть указывает на оранжевые края пластинок гименофора этого гриба.

## Описание
Шляпка молодого плодового тела коническая, с возрастом приобретает форму колокольчика и в конечном счёте становится плоско-выпуклой с высоким бугорком посередине. Её диаметр достигает 0,8—2,0 см. Окраска шляпки плавно меняется от буроватой либо тёмно-оливковой в центре до желтовато-оливковой в срединной части, по краям приобретает ярко выраженный оранжевый оттенок. У зрелого гриба края постепенно утрачивают яркость красок и становятся молочно-жёлтыми. Норвежский специалист Арне Аронсен (Arne Aronsen) указывает на влияние содержания влаги в грибе на его цвет, хотя Александр Смит в своей монографии 1947 года такую связь отрицает. Шляпка слизистая на ощупь, в начальный период покрыта белым мучнистым налётом. С возрастом налёт исчезает, оставляя гладкую поверхность, на которой впоследствии развиваются радиальные трещины. Мякоть тонкая (в центре шляпки толщиной около 1 мм) и мягкая.

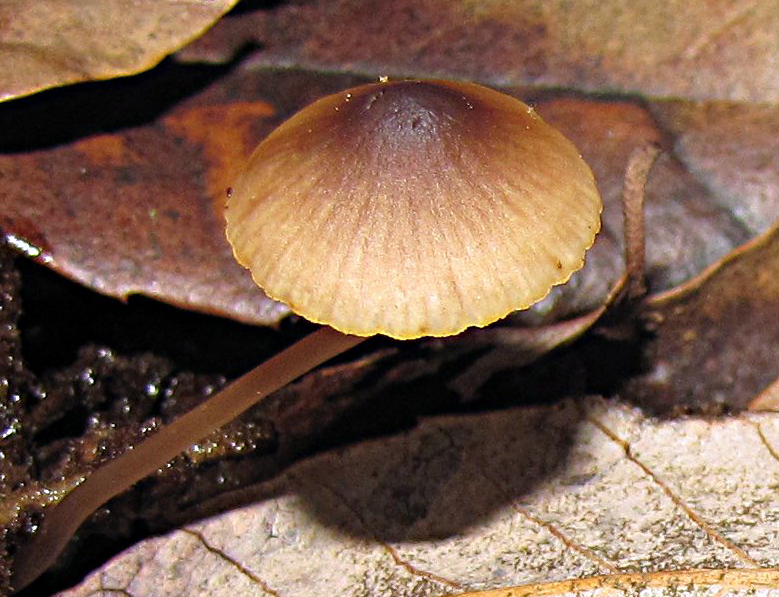
Шляпка. Вид сверху

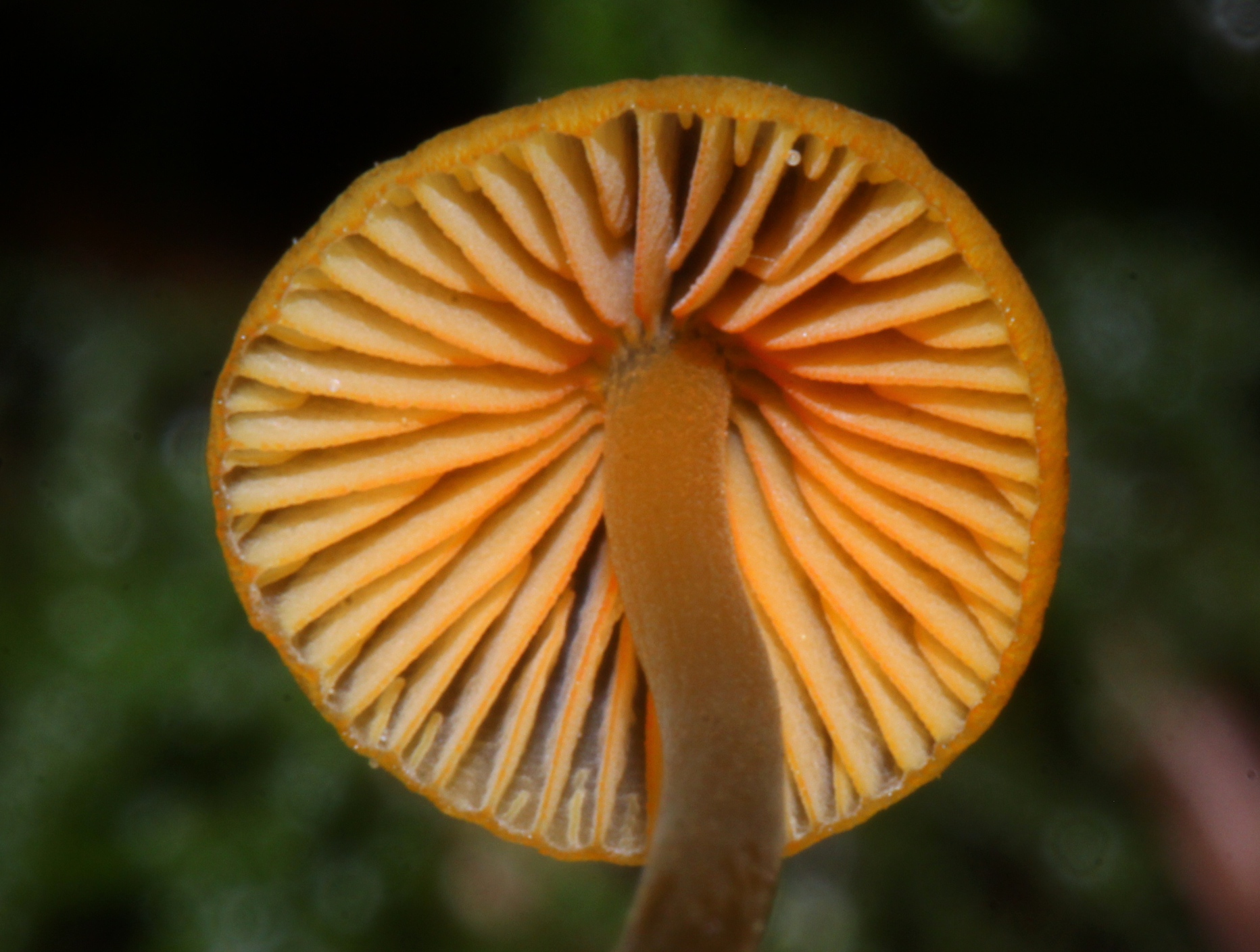
Шляпка. Вид снизу

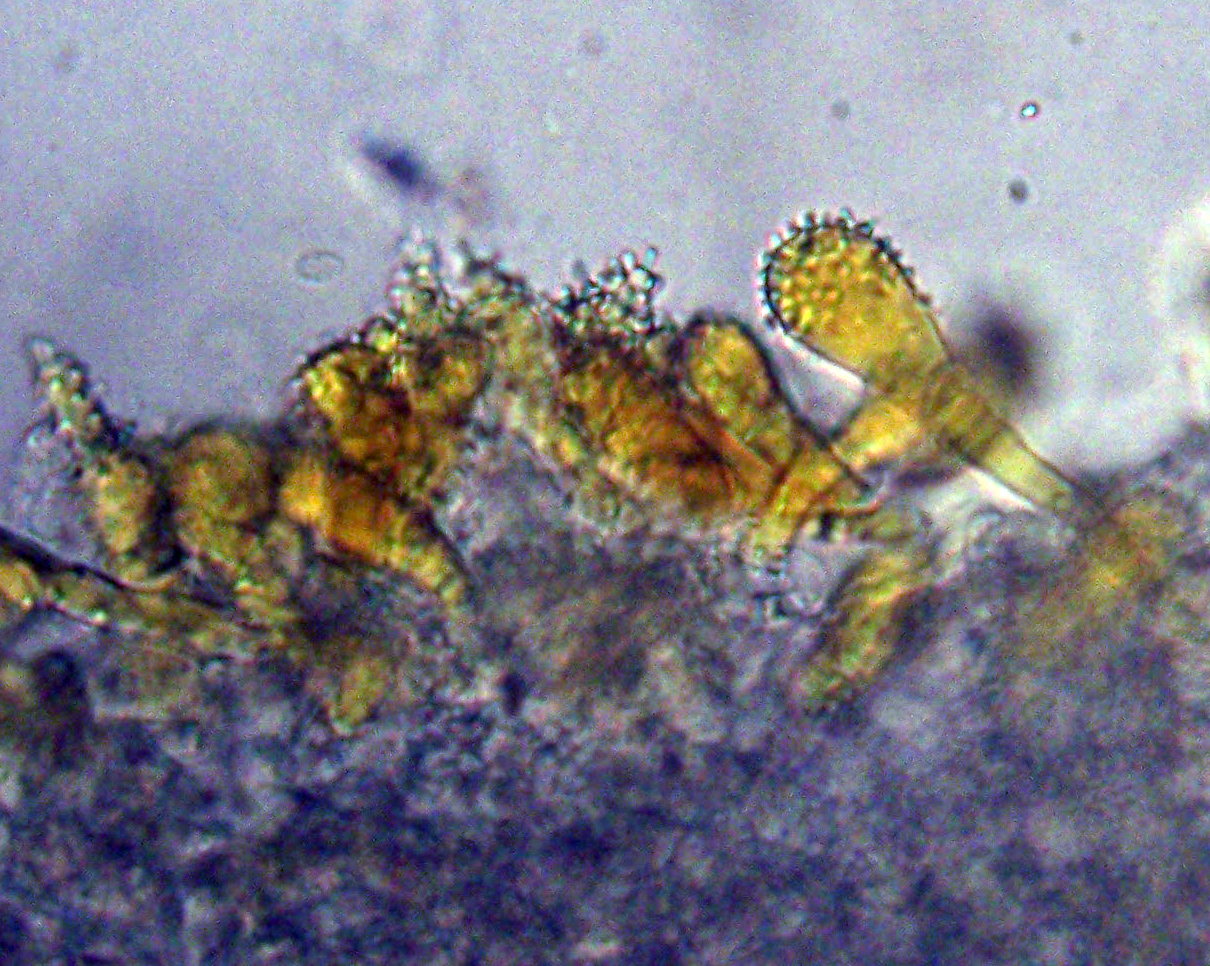
Цистиды в форме булавы с шипами

Пластинки гименофора приросшие с неровным зазубренным краем, узкие у молодых и широкие у зрелых экземпляров. Окраска большей частью варьирует от белёсой до серовато-оливковой, однако на краю меняется на ярко-оранжевую. Смит указывает, что у отдельных экземпляров оранжевый цвет может распространяться и на боковую область пластинок, поскольку вызывающий его пигмент обнаружен в цитозоли (внутриклеточной жидкости), а не просто покрывает поверхность цистид. Пластинки очень близко расположены друг к другу, их количество в области сочленения с ножкой составляет от 16 до 26. Нередко пластинки разветвляются, образуя до трёх слоёв промежуточных пластинок (лат. lamellula, мн. лат. lamellulae), не сочленённых с ножкой. Ножка цилиндрическая, полая, шириной 0,1—0,2 см, высотой 3—6 см. Легко сгибается, но обладает упругостью. Её цвет буроватый либо серовато-оливковый, иногда с оранжевыми крапинами. Поверхность гладкая, за исключением вершины и основания: в первом случае она покрыта оранжевым мучнистым налётом, во втором такого же цвета жёсткими щетинками. По данным Смита, мякоть без запаха и вкуса, по данным Аронсена запах «хорошо ощущаемый — сладковатый, напоминающий аромат фруктов, часто передаваемый как запах муки или аниса». Как и у большинства других видов мицен, съедобность этого вида неопределена.
Споры эллиптической формы, гладкие и амилоидные, размером (7-9)х(4-5) μm. Базидии (клетки гимениального слоя) имеют форму булавы и содержат 4 споры, размером (25-32)х(5,5-7) μm. Плевроцистиды и хейлоцистиды (цистиды, расположенные соответственно на боковой и крайней части пластинки) многочисленны и имеют схожую структуру: форму булавы или головки, в верхней части покрытую короткими шипами (напоминают средневековый буздыган). Они заполнены ярким оранжевым пигментом, имеют размеры (28-36)х(7-12) μm. Мякоть шляпки покрыта кожицей, на поверхности которой также можно обнаружить цистиды, аналогичные таковым на пластинках. Непосредственно под кожицей находится слой увеличенных клеток, под которым располагаются волокнистые гифы с пряжками.
Система скрещивания тетраполярная: гены в двух различных локусах спаривания на карте хромосом регулируют половую совместимость, или тип спаривания. Такая форма препятствует самоопылению и гарантирует высокую степень генотипического разнообразия. При культивировании мицелия в чашке Петри колонии получаются белые и без запаха. В центре колонии образуется высокая концентрация воздушных гифов, которые в определённый момент времени резко выталкиваются вверх над субстратом.

### Схожие виды
В полевых условиях Mycena aurantiomarginata обычно определяется по буровато-оливковой с оранжевыми краями шляпке, ярко-оранжевым краям пластинок и желтовато-оранжевым щетинкам в основании ножки. Схожую цветовой гаммой обладает вид M. elegans, и отдельные микологи рассматривают оба научных названия как синонимы. M. elegans выглядит заметно крупнее, с диаметром шляпки до 3,5 см и длиной ножки до 12 см. К тому же он окрашен в более тёмные оттенки, на краях пластинки и ножке присутствует желтовато-зелёный цвет, у зрелых грибов переходящий в бледный красновато-бурый. Плодовое тело мицены M. leaiana полностью ярко-оранжевое, со слизисто-клейким слоем на ножке. Субстрат M. leaiana — гниющая древесина. С видом M. strobilinoides мицену оранжевокраепластинковую объединяют схожие размеры, форма плодового тела, морфология спорового порошка и наличие щетинок на ножке. Однако её легко отличить по окраске: на шляпке представлены ярко-красный (алый) и жёлтые тона, более редкие пластинки розовато-оранжевые по бокам и алые с краю.

## Распространение
Растёт преимущественно в сосновых и еловых лесах северного полушария. В Северной Америке отмечен на западе материка: в штатах Калифорния, Вашингтон и Орегон, а также в Британской Колумбии. В Центральной Америке гриб был обнаружен на склонах горы Церро де ла Муэрте (Cerro de la Muerte) в Коста-Рике, где он рос на опавшей листве вечнозелёного кустарника семейства Вересковые Comarostaphylis arbutoides. По данным международной организации Global Biodiversity Information Facility, в Европе гриб был задокументирован в Швеции и Словакии, по данным российских источников — в Кировской области России. В начале зимы 2010 года Mycena aurantiomarginata был найден растущим на опавшей листве ели Глена на японском острове Хоккайдо. Наконец, гриб был обнаружен на севере африканского континента. Плодовые тела встречаются группами либо одиночными экземплярами, на лесной хвойной подстилке или во мху.